# NHK广播
NHK广播电台（日语：NHKラジオ）是日本放送协会（NHK）的广播电台业务部门。

## 沿革
- 1924年11月29日，社团法人东京广播电台成立。
- 1925年3月1日，东京广播电台位于芝浦的东京高等工艺学校的临时设施开始中波广播的试播。
- 1925年7月12日，东京广播电台在東京市芝區（今東京都港區）的爱宕山开始正式播出中波广播。
- 1926年8月6日，社团法人日本放送协会召開成立大会，第一任会长岩原谦三。
- 1926年8月20日，社團法人日本放送協會正式成立。同時社团法人东京广播电台、大阪放送局、名古屋放送局解散，設施及員工由日本放送協會全面承接。
- 1931年4月6日，东京中央放送局开始中波廣播的NHK第二套广播。
- 1935年6月1日，“东京广播电台”（Radio Tokyo）開始，為日本放送協會提供國際廣播服務的開端。
- 1969年3月1日，NHK调频广播開始廣播。
- 1988年4月开始，NHK开始实行“中继国际广播”，至2012年6月废止。
- 2003年10月10日，地面数字广播“NHK（日语：NHK (地上デジタル音声放送)）”开播，至2011年3月31日停播。

## 频率
NHK广播分为国内广播和国际广播两部分，分别属于日本《广播法》第二条规定的“基干广播”中的“国内广播”和“国际广播”（日本对外广播）。
目前NHK有如下广播频率：
- 国内广播：
  - NHK第一套广播（面向区域及县域广播）
  - NHK第二套广播（面向全国广播）
  - NHK调频广播（面向县域广播）
- 国际广播：
  - 日本国际广播电台

除此之外，NHK曾也受托使用国内发射台转播外国电台，并对其他国家进行广播，称为“中继国际广播”，但在2012年加拿大国际广播电台短波廣播停播之后终止。

### 接受协议
根据日本《广播法》第64条规定，民众收听NHK广播无需缴纳收听费用，这一点与收看NHK电视需缴纳收视费不同。